# Karla Roffeis
Karla Roffeis (obecnie Mügge, ur. 4 lipca 1958 w Crivitz) – niemiecka siatkarka, medalistka igrzysk olimpijskich, dwukrotna medalistka mistrzostw Europy.

## Życiorys
Roffeis była w składzie reprezentacji Niemiec Wschodnich podczas igrzysk olimpijskich 1976 w Montrealu. Wystąpiła we wszystkich trzech meczach fazy grupowej, wygranym pojedynku o miejsca od 5. do 8. z Peru  oraz w przegranym meczu o 5. miejsce z Kubą. W 1979 wywalczyła srebrny medal na mistrzostwach Europy we Francji. Wystąpiła na igrzyskach olimpijskich 1980 w Moskwie. Zagrała wówczas we wszystkich trzech meczach fazy grupowej, wygranym półfinale z Bułgarią oraz w przegranym finale ze Związkiem Radzieckim. W 1983, już pod nazwiskiem Mügge, z reprezentacją zdobyła mistrzostwo Europy na turnieju rozgrywanym w jej ojczyźnie.
Grała w klubie SC Traktor Schwerin, z którym 1976 i 1977 wywalczyła mistrzostwo NRD. Jest nauczycielką wychowania fizycznego, techniki oraz wiedzy o społeczeństwie w gimnazjum w Crivitz.